# Diósberény
Diósberény es un pueblo ubicado en el distrito de Tamási, en el condado de Tolna, Hungría.

## Superficie
Posee una superficie de 17,75 kilómetros cuadrados.

## Demografía
Hasta 2019 la población era de 305 habitantes, con una densidad de población de 17,18 habitantes por kilómetro cuadrado.